# حمید ساهر
حمید ساهر پژوهشگر هنرهای سنتی، نویسند، نقاش و مجسمه‌ساز ایرانی ست. وی فرزند حبیب ساهر، شاعر، داستان‌نویس و مترجم سرشناس ایرانی ست. ساهر به عنوان گالری دار، بیش از بیست سال تالار نقش را سرپرستی کرده و در همین زمان مدتی سرپرستی گالری‌های تخت جمشید و تالار نقش مازندران را نیز به عهده داشته است.